# Verband der Maler, Lackierer, Anstreicher, Tüncher und Weissbinder Deutschlands
Der Verband der Maler, Lackierer, Anstreicher, Tüncher und Weissbinder Deutschlands wurde 1884 als Verband der Maler und verwandten Berufsgenossen Deutschlands gegründet und häufiger umbenannt. Die freie Gewerkschaft organisierte Maler, Lackierer und Anstreicher im Deutschen Kaiserreich und in der Weimarer Republik.

## Geschichte
Im Dezember 1984 wurde auf einem Kongress in Dresden die Gründung der Gewerkschaft zum 1. Januar 1885 beschlossen. Verschiedene lokale Verbände schlossen sich zum Verband der Maler und verwandten Berufsgenossen Deutschlands zusammen. Im Jahre 1888 wurde der Verband in Vereinigung der Maler, Lackierer, Anstreicher und verwandten Berufsgenossen Deutschlands und 1900 in Vereinigung der Maler, Lackierer, Anstreicher Tüncher und Weißbinder Deutschlands umben. Seit 1907 hatte die Gewerkschaft den Namen Verband der Maler und verwandten Berufsgenossen Deutschlands. Sitz der Gewerkschaft war Hamburg.
Der Steinarbeiter-Verband war Mitglied in der Generalkommission der Gewerkschaften Deutschlands und dem Nachfolger Allgemeiner Deutscher Gewerkschaftsbund.
Nach der Machtergreifung der Nationalsozialisten wurde die Gewerkschaft am 2. Mai 1933 zerschlagen. Nachfolger nach dem Zweiten Weltkrieg waren ab 1946 in Ostdeutschland die Industriegewerkschaft Bau und in Westdeutschland ab 1949 die Industriegewerkschaft Bau, Steine, Erden.

## Vorsitzende
- 1890er Jahre: Albert Tobler
- 1914–1928: Otto Streine
- 1928–1933: Hans Batz